# بيتار ميختارسكي
بيتار ميختارسكي (بالبلغارية: Петър Михтарски)‏ (مواليد 15 يوليو 1966) هو لاعب كرة قدم. يلعب مع منتخب بلغاريا لكرة القدم. سبق له أن لعب في كأس العالم لكرة القدم مع منتخب بلاده.

## مسيرته الكروية
لعب بيتار ميختارسكي خلال مسيرته الاحترافية مع 7 أندية في واحد وعشرون موسمًا وسجل خلالها 185 هدف ضمن 421 مباراة. حيث فاز في موسمين بالكأس وفي موسمين بالدوري.
خاض بيتار ميختارسكي مسيرته مع بيرين بلاغويفغراد في موسم 1982–83 في المرة الأولى ليلعب معه خمسة مواسم ثم في موسم 1993–94 واستمر معه طيلة ثلاثة مواسم ثم في موسم 1998–99 ولمدة موسمين، مشاركًا طوالها في 224 مباراة سجل خلالها 90 هدف. ثم انتقل إلى نادي ليفسكي صوفيا في موسم 1989–90 في المرة الأولى ولمدة موسمين ثم في موسم 2000–01 لمدة موسم واحد، حيث شارك طوالها في 66 مباراة سجل خلالها 46 هدفًا. لينتقل بعدها إلى نادي بورتو في موسم 1991–92 ولمدة موسمين، مشاركًا في 12 مباراة سجل خلالها 5 أهداف. ثم انتقل إلى نادي فاماليساو في موسم 1992–93 ولمدة موسمين، مشاركًا في 42 مباراة سجل خلالها 11 هدفًا. هذا وانتقل لاحقًا إلى نادي سسكا صوفيا في موسم 1994–95 ولمدة موسمين، مشاركًا في 39 مباراة سجل خلالها 33 هدفًا. ثم انتقل بعدها إلى نادي ريال مايوركا في موسم 1995–96 لمدة موسم واحد، مشاركًا في 21 مباراة ولم يسجل أي هدف. ليعود وينتقل من جديد، لكن هذه المرة إلى نادي فولفسبورغ في موسم 1996–97 لمدة موسم واحد، مشاركًا في 17 مباراة ولم يسجل أي هدف أيضًا.

## روابط خارجية
- بيتار ميختارسكي على موقع الاتحاد الدولي (مؤرشف)  (الإنجليزية)
- بيتار ميختارسكي على موقع قاعدة بيانات كرة القدم.إي يو (الإنجليزية)
- بيتار ميختارسكي على موقع بيانات كرة القدم. دي إي (الألمانية)
- بيتار ميختارسكي على موقع ناشيونال فوتبول تيمز (الإنجليزية)